# Філду-де-Сус
Філду-де-Сус (рум. Fildu de Sus) — село у повіті Селаж в Румунії. Входить до складу комуни Філду-де-Жос.
Село розташоване на відстані 369 км на північний захід від Бухареста, 28 км на південь від Залеу, 51 км на захід від Клуж-Напоки.

## Населення
За даними перепису населення 2002 року у селі проживали 496 осіб. Усі жителі села рідною мовою назвали румунську.
Національний склад населення села:
| Національність | Кількість осіб | Відсоток |
| -------------- | -------------- | -------- |
| румуни         | 342            | 69,0%    |
| цигани         | 154            | 31,0%    |